# Bad Bocklet

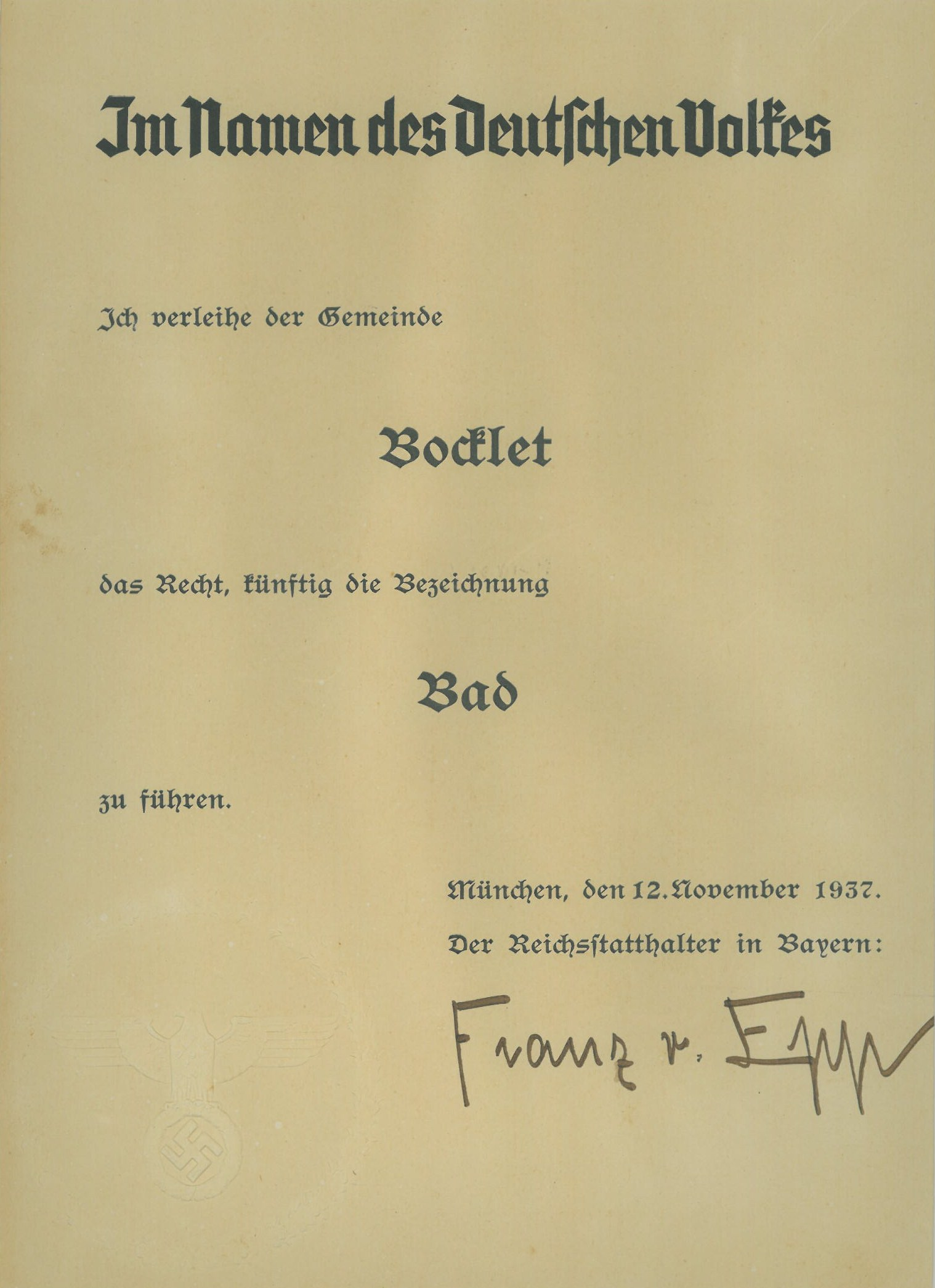
Die Verleihung des Titels Bad, Urkunde vom 12. November 1937

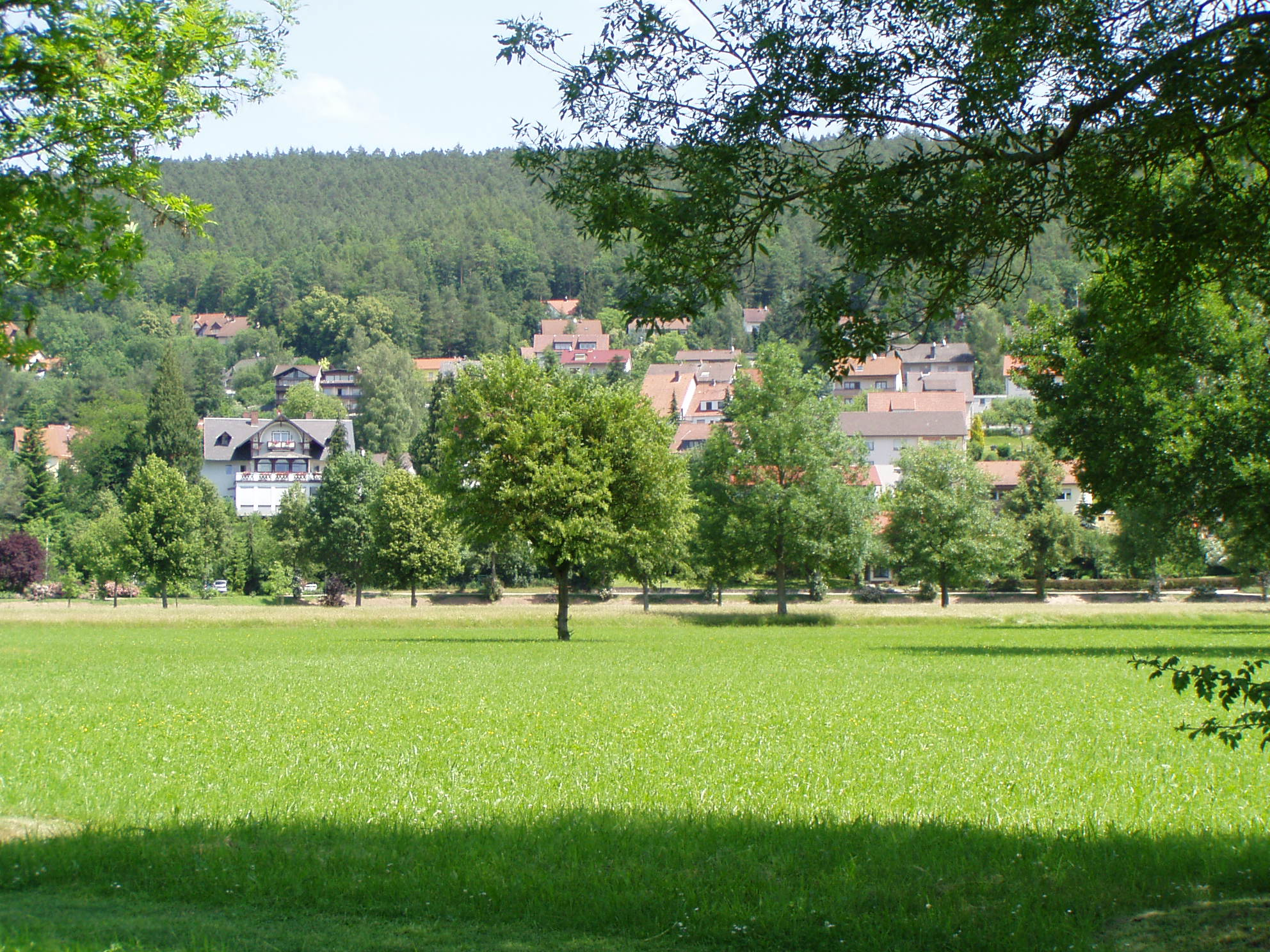
Blick auf Bad Bocklet (vom Kurpark aus)

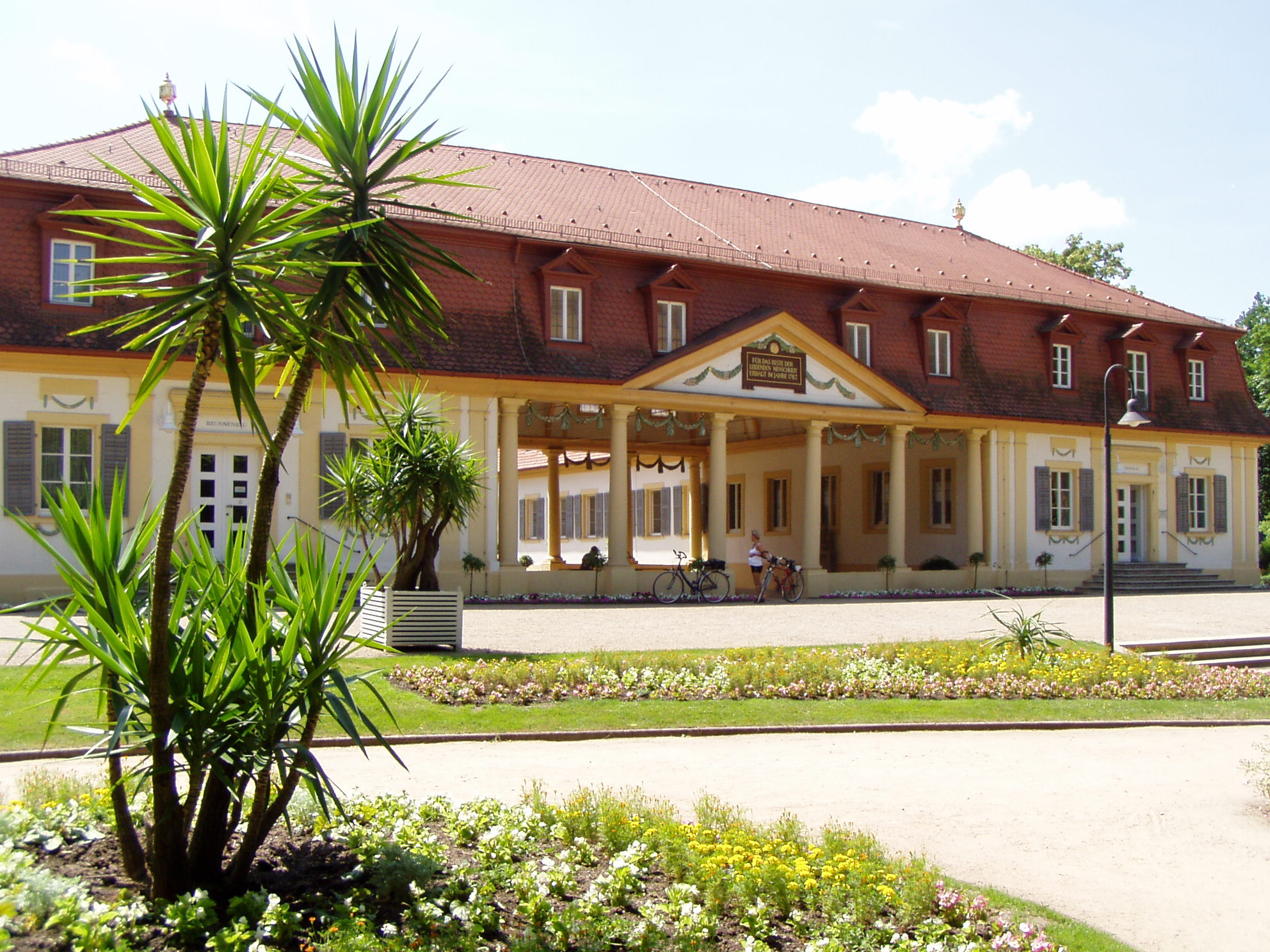
Brunnenhalle (Vorderansicht)

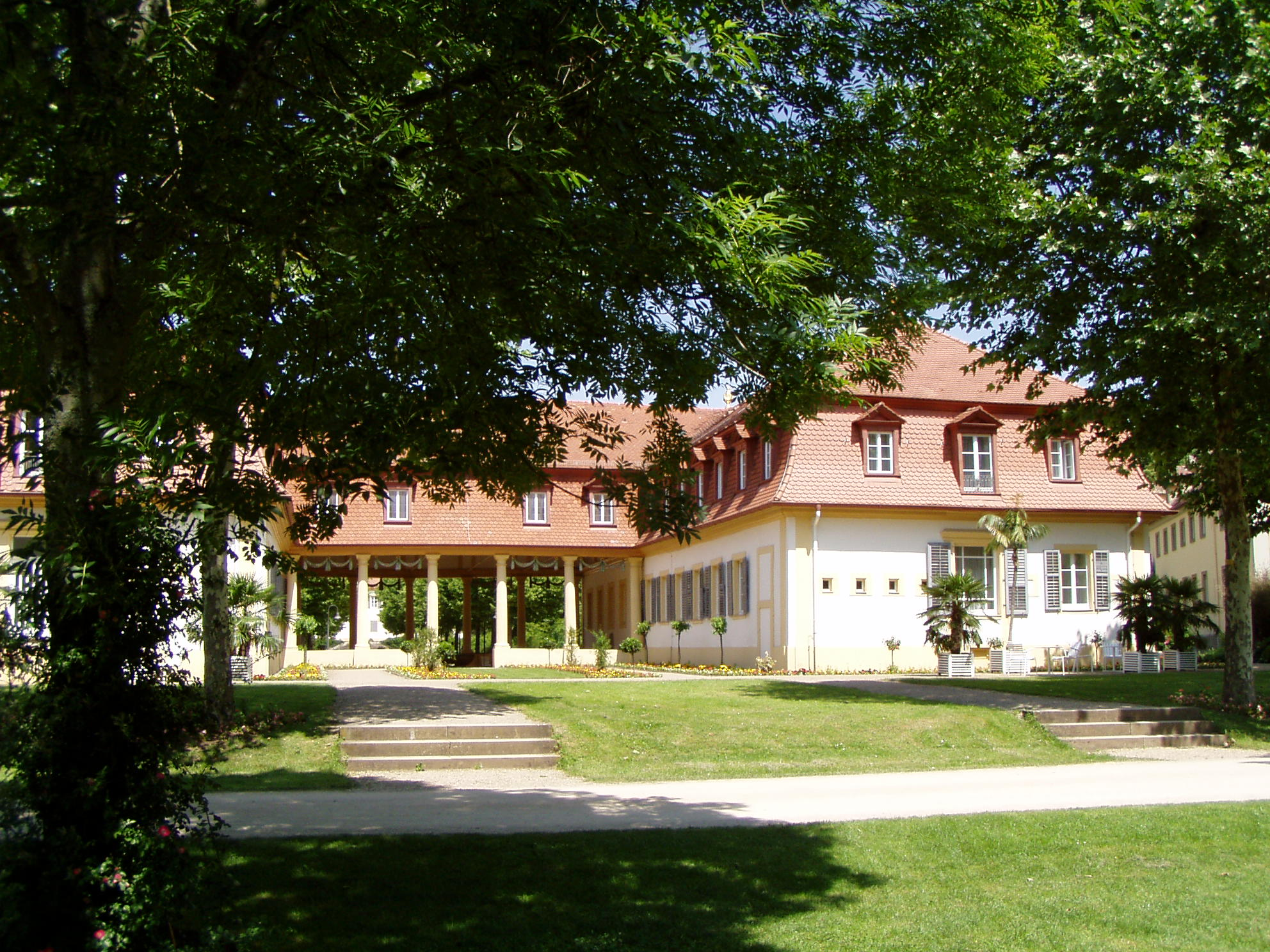
Brunnenhalle (Rückansicht)

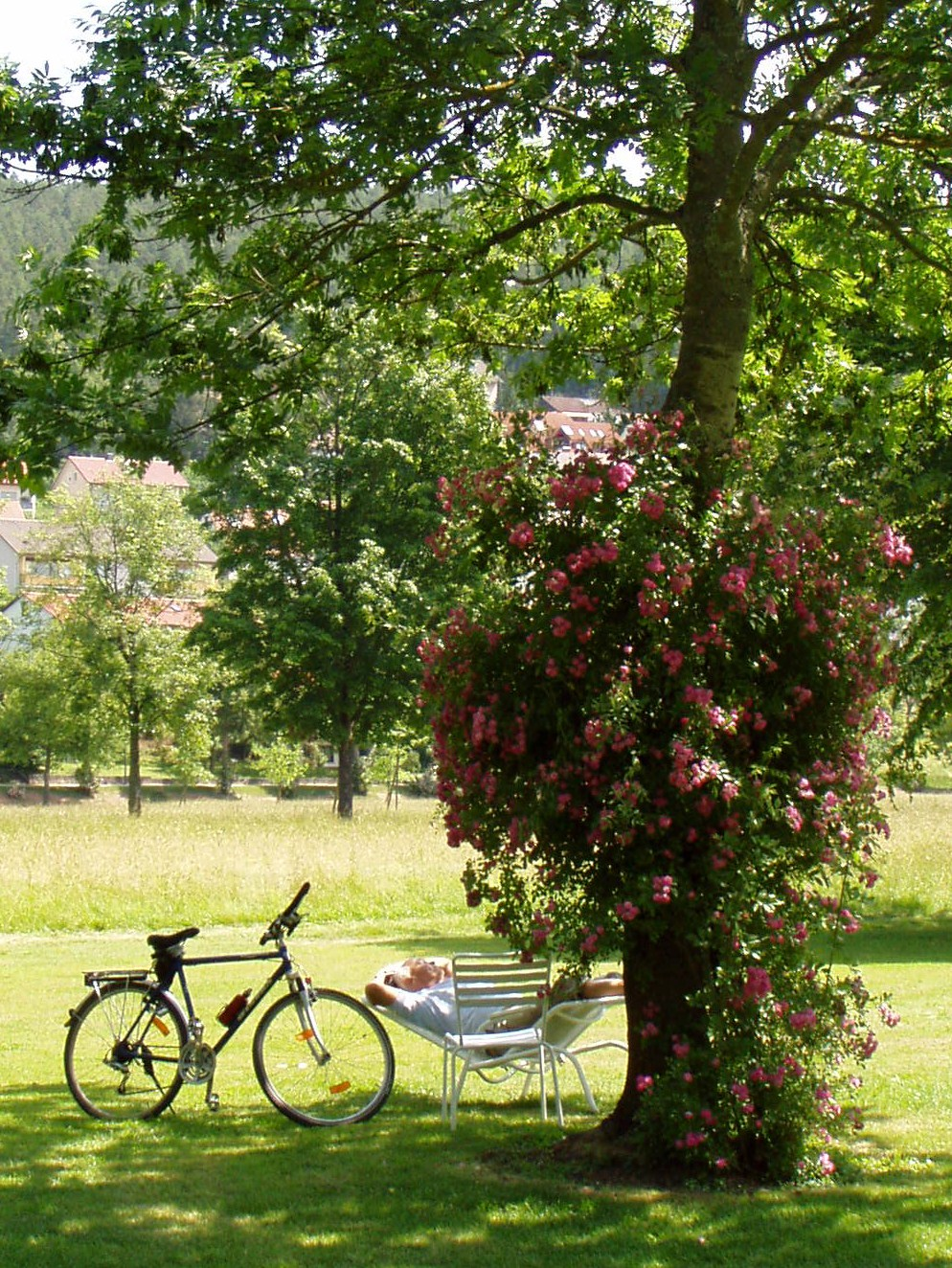
Ruhepause (im Kurpark von Bad Bocklet)

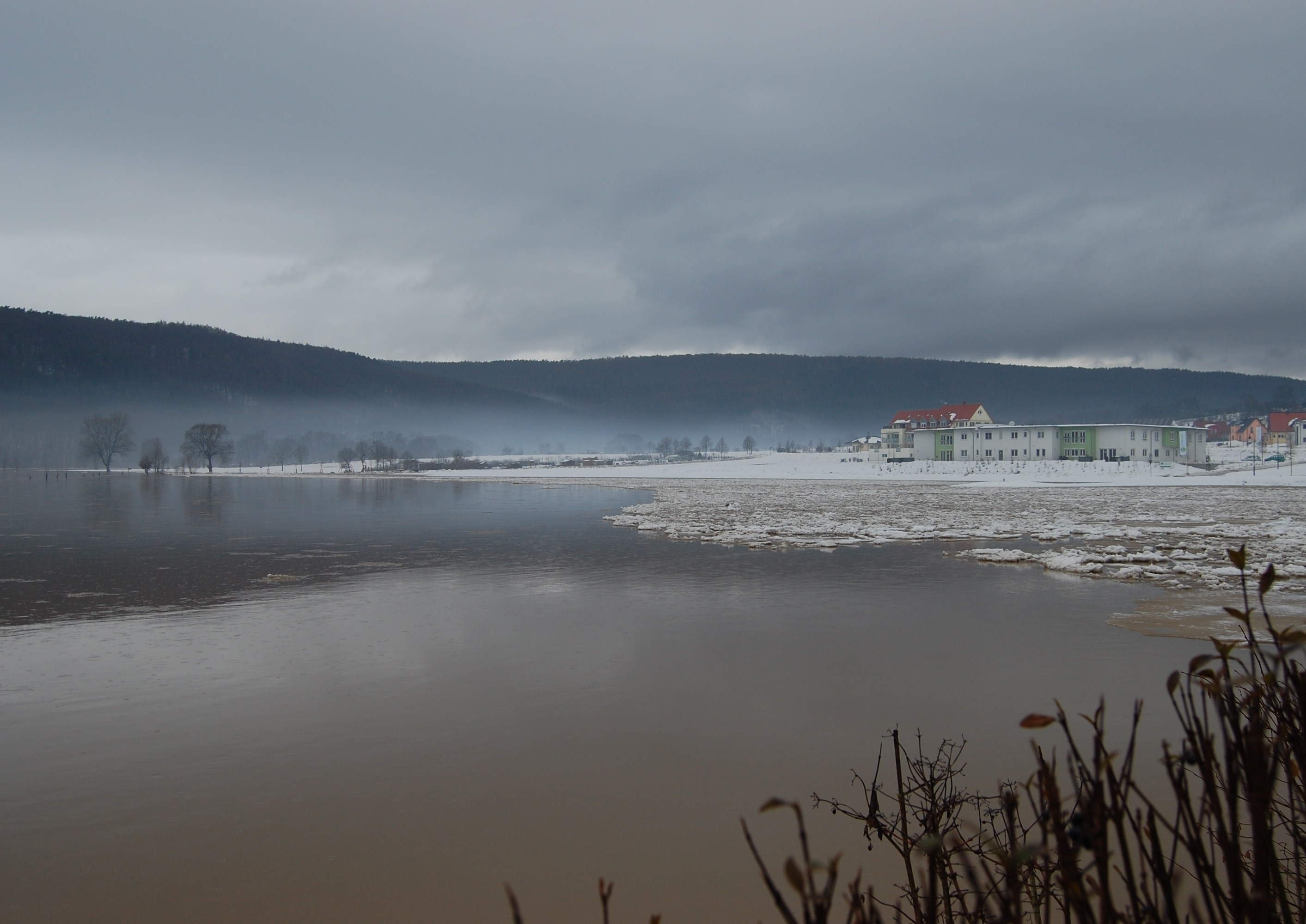
Hochwasser (2011) vor dem Neubaugebiet Kleinfeldlein

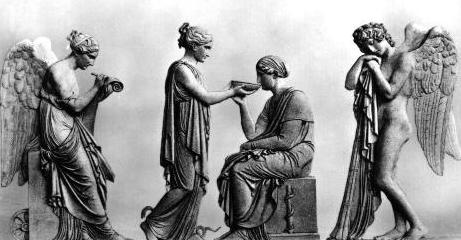
Thorvaldsen: Auguste Böhmer, ihrer Mutter Caroline ein Trinkgefäß reichend

Bad Bocklet ist ein Markt im unterfränkischen Landkreis Bad Kissingen. Der Kurort mit der stärksten Stahlquelle (bzw. Eisenquelle) Deutschlands ist ein Bayerisches Staatsbad.

## Geografie

### Geografische Lage
Der Ort liegt in einer Schleife der Fränkischen Saale etwa zehn Kilometer nördlich der Kreisstadt Bad Kissingen. Im Norden grenzt die Gemeinde an den Landkreis Rhön-Grabfeld. Durch Bad Bocklet führt der Fränkische Marienweg.

### Gemeindegliederung
Es gibt zehn Gemeindeteile (in Klammern ist der Siedlungstyp angegeben):
- Aschach (ehemaliger Markt)
- Äußere Mühle (Einöde)
- Bad Bocklet (Hauptort)
- Großenbrach (Dorf)
- Hohn (Dorf)
- Nickersfelden (Dorf)
- Ölmühle (Einöde)
- Roth an der Saale (Dorf)
- Schneidmühle (Einöde)
- Steinach (ehemaliger Markt)

## Name

### Etymologie
Dem Namen Bocklet liegt mundartlich bogl für „Buckel“ zugrunde, das durch das Kollektivsuffix -at abgeleitet wurde. Der Ortsname geht also auf eine Erhebung im Gelände zurück.

### Frühere Schreibweisen
Frühere Schreibweisen des Ortes aus diversen historischen Karten und Urkunden:
| - 1122 „Bockelat“ - 1296 „Boklat“ - 1315 „Boclat“ - 1317 „Bogkalat“ - 1318 „Boglat“ - 1322 „Bockelat“ | - 1340 „Bokkelot“ - 1366 „Bocklat“ - 1503 „Bocklet“ - 1593 „Bocklich“ - 1799 „Bocklet“ - 1937 „Bad Bocklet“ |

## Geschichte

### Anfänge
Bocklet wurde erstmals im Jahr 1122 in einer Stiftungsurkunde des Klosters Aura erwähnt.

### Entdeckung der Balthasar-Neumann-Quelle
Die Balthasar-Neumann-Quelle wurde 1724 vom Aschacher Ortspfarrer Schöppner entdeckt. Sie ist Deutschlands stärkste Eisenquelle und wurde deswegen früher auch Stahlquelle genannt. Das Heilwasser enthält außer dem starken Eisenanteil und dem großen Teil weiterer Mineralien ungewöhnlich viel gelöste Kohlensäure. Diese bewirkt bei Trink- und Badekuren eine schnelle Wirkung der Mineralien und der elektrochemischen Reaktionen. Die Stahlbäder haben neben der belebenden und stärkenden Wirkung auch einen deutlichen Prickeleffekt.
Der Würzburger Fürstbischof Christoph Franz von Hutten ließ die Quelle erstmals 1725 durch seinen Hofarchitekten und Ingenieur Balthasar Neumann, der auch gelernter Brunnenbauer war, fassen. Dieser entdeckte dabei uralte Eichenbalken und Waffenteile, die auf eine Verehrung der Quelle in keltischer oder germanischer Zeit schließen lassen. Bocklet wurde fürstbischöfliches Hofbad und genoss durch die romantische Lage in intakter Natur sowie die hervorragende Wirkung des Heilwassers einen ausgezeichneten Ruf.

### Bayerisches Königreich
Als Teil des Hochstiftes Würzburg, das zum Fränkischen Reichskreis gehörte, wurde Bocklet 1803 zugunsten Bayerns säkularisiert und im Frieden von Preßburg 1805 Erzherzog Ferdinand von Toskana zur Bildung des Großherzogtums Würzburg überlassen, mit dem es 1814 endgültig an das Königreich Bayern fiel, das bis 1918 bestand.

### Erhebung zum Bad 1937
Nach der Machtergreifung durch den Nationalsozialismus verfügte Reichsstatthalter Franz Ritter von Epp am 12. November 1937 die Erhebung des Kurortes Bocklet zum „Bad“, was durch den offiziellen Erlass des Ministeriums des Innern (IME) Nr. 3008b 190 nachträglich am 29. November 1937 amtlich bestätigt wurde.

### Gebietsreform 1972
Im Zuge der Gebietsreform in Bayern wurden am 1. Januar 1972 die Gemeinden Bad Bocklet, Aschach bei Bad Kissingen und Großenbrach zur neuen Gemeinde Bocklet zusammengeschlossen. Am 16. Februar 1972 erhielt diese neue Gemeinde den Namenszusatz Bad. Am 1. Mai 1978 folgte der Markt Steinach an der Saale mit den Ortsteilen Steinach an der Saale, Hohn, Roth an der Saale und Nickersfelden.

### Einwohnerentwicklung seit 1988
Im Zeitraum von 1988 bis 2018 stieg die Einwohnerzahl von 3811 auf 4580 um 769 Einwohner bzw. um 20,2 %. Im Jahre 2000 hatte der Markt 4649 Einwohner.

### Weiteres

#### Patenschaften
Am 18. Juli 2008 übernahm Bad Bocklet offiziell die Patenschaft für das Offizieranwärterbataillon in Hammelburg.

#### Bedeutende Besucher
Ein kleines Drama spielte sich in Bocklet 1800 ab. Der damals berühmteste deutsche Arzt, Christoph Wilhelm Hufeland, empfahl Caroline Schlegel, einer emanzipierten und gebildeten Frau, deren Salon Treffpunkt des Jenaer Romantikerkreises war, aufgrund ihrer ernsten fiebrigen Erkrankung (vermutet wird Typhus) eine Kur mit dem heilenden und stärkenden Stahlwasser Bocklets. Über Bamberg, wo ihr Geliebter Friedrich Wilhelm von Schelling sich über neuartige Naturheilverfahren weiterbildete, reiste sie mit ihrer 15-jährigen Tochter Auguste Böhmer, die nicht nur Goethe talentiert und liebreizend fand, nach Bocklet. Auguste half bei der Pflege ihrer Mutter, erkrankte aber selbst. Ihre Mutter genas schnell, während Auguste starb und in Bocklet begraben wurde. Da sich Schelling mit seinen damals ungewöhnlichen Heilmethoden federführend in die Behandlung beider eingemischt hatte, handelte er sich die massive Missbilligung vor allem von Dorothea Veit-Schelling, geborener Mendelsohn ein. Differente Parteinahme der Jenaer und Schuldgefühle Carolines, die noch mit August Wilhelm Schlegel verheiratet war, wegen ihres Liebesverhältnisses mit Schelling und Augustes Tod als die empfundene Bestrafung dafür ließen einen Streit entstehen, der im Jenaer Romantikerkreis eskalierte und ihn zerbrechen ließ. Für Auguste Böhmer entwarf Friedrich von Gärtner ein Grabmal, das Bertel Thorvaldsen in Rom aus weißem Marmor anfertigte. Da es wegen des Streits und wohl auch aus finanziellen Gründen nie nach Bocklet gelangte, ist es heute im Thorvaldsen-Museum in Kopenhagen ausgestellt. Nach Bocklet kam nur ein Gipsabdruck dieses künstlerisch bemerkenswerten und feinfühligen Triptychons. Es wurde vermutet, dass Goethe der leibliche Vater Augustes gewesen sein könnte, es gab jedoch dafür keinen Beweis.
Im späteren Bayerischen Staatsbad Bocklet kurten auch bedeutende Persönlichkeiten wie die bayerische Kronprinzessin Marie 1844 und nochmals als Königin 1852. Auch internationale Politiker, Adel und Geldadel stärkten sich durch die erholsame Ruhe im sehenswerten Kurgarten und das Heilwasser der Stahlquelle, u. a. der russische Staatskanzler von Nesselrode, Prinzessinnen und europäische Diplomaten sowie russische Militärs.
Die Schlossherren im Ortsteil Aschach, die Grafen von Luxburg, empfingen häufig bekannte Gäste wie Bismarck, die spätere Kaiserin Auguste Victoria und viele andere Persönlichkeiten.
Viele adelige Damen kamen wegen Unterleibsproblemen ins Bockleter Bubenbad zur Kur, darunter Marie von Bayern, die nach ihrer Kur mit Moor- und Mutterlaugenbädern endlich den ersehnten Thronfolger gebar, den späteren König Ludwig II.
Nicht allen hoffnungsvollen hochadeligen Kurgästen, wie zuletzt Soraya von Persien 1956, konnte allerdings wegen ihrer ernsteren Symptome geholfen werden.
Heute werden die historischen Gäste von der Gruppe Rondo Historica dargestellt.

## Politik

### Marktgemeinderat
Der Marktgemeinderat hat 16 Mitglieder zuzüglich des hauptamtlichen Bürgermeisters. Bei den vergangenen Kommunalwahlen ergaben sich folgende Sitzverteilungen:
|      | CSU | ULB | FCW * | Grüne | SPD/UB * | Gesamt   |
| 2020 | 8   | -   | 4     | 3     | 1        | 16 Sitze |
| 2014 | 8   | 1   | 7     | -     | -        | 16 Sitze |

### Bürgermeister
Seit 13. Mai 2017 ist Andreas Sandwall (CSU) der Nachfolger von Wolfgang Back (CSU) als Erster Bürgermeister; dieser wurde mit 93,6 % der Stimmen gewählt.

### Ehrenbürger (Auswahl)
- 2009: Badearzt Trümbach[13]
- 2017: Altbürgermeister Helmut Schuck[14]
- 2017: Georg Christoph[14]
- 1966: Pfarrer Anton Uhl[15]
- 1966: Heinrich Schmitt

### Wappenbeschreibung
| | Blasonierung: „In Blau ein silberner Brunnen, darüber rechts ein goldenes Schildchen, darin auf grünem Dreiberg eine linksgewendete, rot bewehrte schwarze Henne, links ein silbernes Schildchen, darin unter zwei schräg gekreuzten roten Streitkolben eine rote heraldische Rose.“ |
| Wappenbegründung: Die Gemeinde entstand 1972 durch den Zusammenschluss der Gemeinden Steinach an der Saale, Aschach, Bad Bocklet und Großenbrach. Die Wappen von Aschach, Bad Bocklet und Steinach sind dabei als Grundlage für ein neues Wappen verwendet worden. So wurde der Heilbrunnen aus dem Wappen von Bad Bocklet übernommen. Der kleine Schild mit der Henne, dem Wappen der Grafen von Henneberg, steht für die ehemalige Gemeinde Aschach. Die von Hennebergs hatten im Mittelalter dort die Ortsherrschaft. Die beiden roten Streitkolben sind dem Wappen der ehemaligen Gemeinde Steinach an der Saale entnommen. Die Rose wurde erst im heutigen Wappen hinzugefügt. Die Streitkolben stammen aus dem Wappen der Forstmeister Lebenhan-Rotenkolben. Sie waren die Forstmeister im so genannten Salzforst. Die Farben Silber und Blau sind die Farben Bayerns. Sie stehen für die Bezeichnung Bayerisches Staatsbad. Das Wappen wurde am 16. Februar 1982 amtlich verliehen. | |

## Kultur und Sehenswürdigkeiten

### Bauwerke
- Bad Bocklet
  - Kuranlagen der ehemaligen Fürstbischöfe von Würzburg, die aus der zweiten Hälfte des 18. Jahrhunderts stammen, darunter der Brunnenbau
  - Römisch-katholische Pfarrkirche St. Mauritius
  - Römisch-katholische Pfarrkirche St. Laurentius
  - Evangelische Johanneskirche Bad Bocklet
- Steinach
  - Kirche St. Nikolaus mit Kruzifix von Tilman Riemenschneider
  - Burg Steinach (Altes Schloss)
  - Neues  Schloss
  - Bergkapelle
  - Jüdischer Friedhof
  - Gedenktafel an der Volksschule zur Erinnerung an die Synagoge des Ortes

- Aschach
  - Schloss Aschach
  - Altes Saaleschwimmbad

- Hohn
  - Alte Fachwerkhäuser

- Roth
  - Ruppels Mühle

### Museen
- Museen Schloss Aschach
  - Graf-Luxburg-Museum
  - Schulmuseum
  - Volkskundemuseum

### Parks
- weitläufiger Kurgarten
- Naturkundelehrpfad in Aschach

### Sport
- Miniaturgolfanlage
- Wander- und Radwege entlang der Saale
- Trimm-Dich-Pfad am Rande von Bad Bocklet
- Tennisplätze
- Nordic Walking: Bad Bocklet ist DSV Nordic Walking Zentrum mit drei vom Deutschen Skiverband zertifizierten Strecken mit unterschiedlichem Schwierigkeitsgrad

### Regelmäßige Veranstaltungen
- Regelmäßig im Mai finden die Quellentage statt. Eine Veranstaltungsreihe von sieben bis neun Tagen mit Unterhaltung, Musik, Vorträgen, Kurgartenbeleuchtung und vielem mehr. Den Abschluss bildet in der Regel ein großes Feuerwerk.
- Die 3-tägige Gartenparty mit Kurgartenbeleuchtung  findet Ende August statt.
- Von April bis Oktober besteht die einzige in Deutschland noch in Betrieb befindliche Postkutschenlinie Bad Kissingen–Bad Bocklet.